# Canouan Island

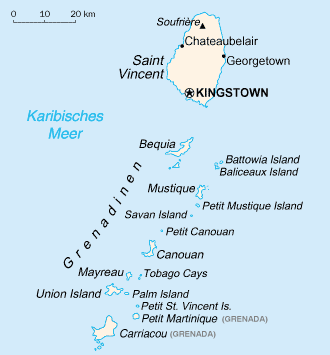
Lägeskarta över Canouan Island

Canouan Island är en ö i ögruppen Grenadinerna bland de södra Små Antillerna i Karibiska havet i Västindien. Ön tillhör Saint Vincent och Grenadinerna.

## Geografi
Canouan Island ligger cirka 50 km sydväst om huvudön Saint Vincent, cirka 15 km nordöst om ön Union Island och cirka 30 km sydväst om Mustique. Ön har en areal om cirka 7,5 km² med en längd på cirka 7 km och cirka 2 km bred.
Öns högsta punkter är Mount Royal på cirka 274 m ö.h. och Friendship Hill på cirka 143 m ö.h.
Huvudort och enda större samhälle är Charlestown på öns västra del.
Befolkningen uppgår till cirka 2 000 invånare.
Ön flygplats heter Canouan Island Airport (flygplatskod "CIW") och har kapacitet för internationellt flyg, den ligger cirka 2 km söder om Charlestown på öns sydvästra del.
Utanför Canouans kust ligger småöarna Dove Cay och Petit Canouan.

## Historia
Hela St Vincent löd under England mellan åren 1627 till 1673 varefter det utropades till neutralt territorium efter ett fördrag mellan England och Frankrike. År 1762 invaderade England öarna igen tills landet blev oberoende nation 1979.
1921 flyttades huvudstaden till Charlestown efter att en tropisk cyklon förstörde den gamla staden på öns norra del.
I december 1998 invigdes öns flygplats och 2008 avslutades en omfattande renovering och utbyggnad.